# 烏卡亞利省

烏卡亞利省（西班牙語：Provincia de Ucayali），是秘魯的首份，位於該國東北部洛雷託大區，首府是孔塔馬納，海拔高度134米，始建於1900年10月13日，面積29,293平方公里，2007年人口61,816，人口密度每平方公里2.11人。